# Pfarrkirche Sigleß

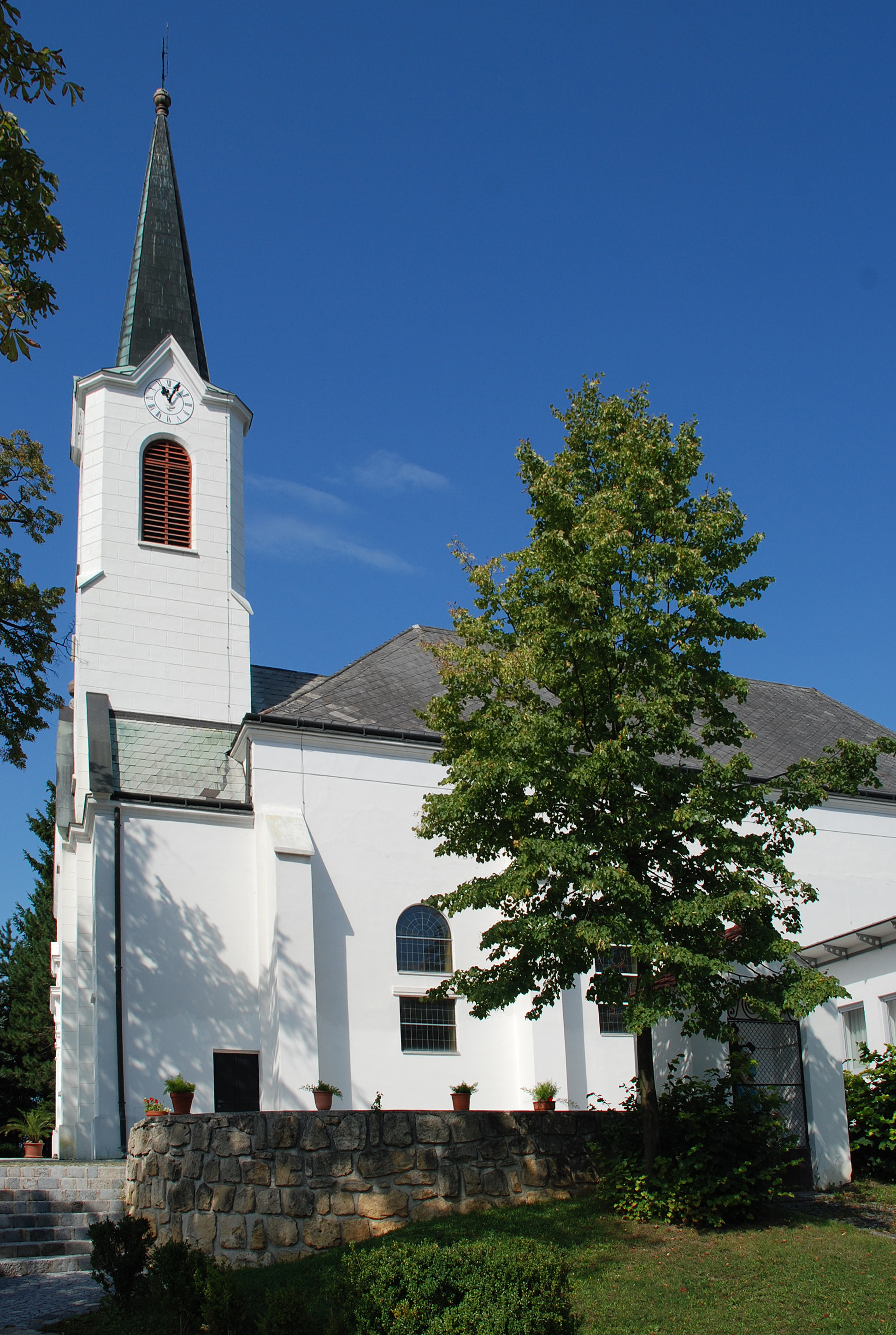
Katholische Pfarrkirche Allerheiligen in Sigleß

Die römisch-katholische Pfarrkirche Sigleß steht in der Gemeinde Sigleß im Bezirk Mattersburg im Burgenland. Die dem Patrozinium Fest Allerheiligen unterstellte Pfarrkirche gehört zum Dekanat Mattersburg in der Diözese Eisenstadt. Die Kirche steht unter Denkmalschutz (Listeneintrag).

## Lagebeschreibung
Die Kirche steht auf einer Anhöhe im Ort.

## Geschichte
1733 wurde eine barocke Kirche geweiht und im Jahr 1865 umgebaut. Die Pfarre wurde 1808 gegründet. Die heutige Kirche wurde 1913 unter Einbezug älterer Bauteile errichtet und 1974 restauriert.

## Kirchenbau
Kirchenäußeres
Die Hauptfassade weist ein klassizistisches Portal und darüber einen geschweiften Giebel auf. Der Westturm ist halb hinter die Fassade versetzt. Das Kirchenschiff ist rechteckig und der flach geschlossene Altarraum hat abgeschrägte Ecken. Vor dem Südportal ist eine lange Vorhalle angebaut.
Kircheninneres
Das Langhaus ist ein einheitlicher Saalraum unter Flachtonnengewölbe, das durch Lisenen gegliedert wird. Die Westempore ruht auf zwei Säulen.

## Ausstattung
Der Hochaltar stammt vom Ende des 19. Jahrhunderts. Auf ihm stehen zwei barocke Statuen der Heiligen Rochus und Sebastian aus dem 18. Jahrhundert. Die Fassung ist aus neuerer Zeit. Der Seitenaltar und die Kanzel stammen vom Ende des 19. Jahrhunderts. In einer Rokokovitrine an der Südwand ist die Nachbildung des Mariazeller Gnadenbildes aus der Zeit zwischen 1760 und 1770 aufgestellt.